# Liste des intercommunalités de la Drôme

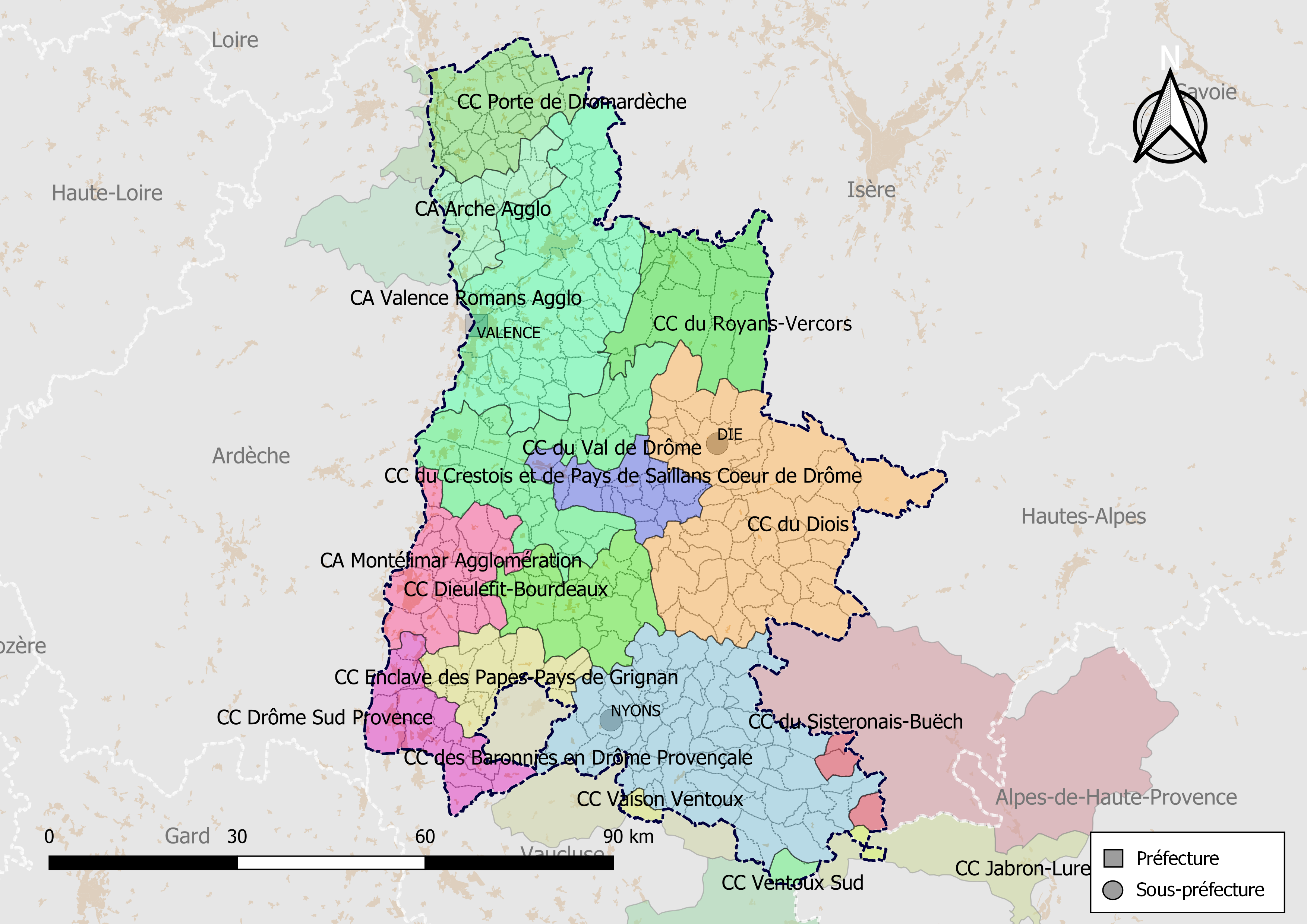
Carte des EPCI du Drôme au 1er janvier 2020.

Au 1er janvier 2020, le département de la Drôme compte 10 établissements publics de coopération intercommunale à fiscalité propre dont le siège est dans le département (2 communautés d'agglomération et 8 communautés de communes), dont un est interdépartemental.  Par ailleurs 50 communes sont groupées dans 5 intercommunalités dont le siège est situé hors département.

## Intercommunalités à fiscalité propre
| Forme juridique                                            | Nom                                                     | no SIREN  | Date de création | Nombre de communes         | Population (der. pop. légale) | Superficie (km2) | Densité (hab./km2) | Siège                              | Président            |
| ---------------------------------------------------------- | ------------------------------------------------------- | --------- | ---------------- | -------------------------- | ----------------------------- | ---------------- | ------------------ | ---------------------------------- | -------------------- |
| Communauté d'agglomération                                 | CA Valence Romans Agglo                                 | 200068781 | 1er janvier 2017 | 54                         | 223 777 (2021)                | 940,50           | 238                | Valence                            | Nicolas Daragon      |
| Communauté d'agglomération                                 | Montélimar-Agglomération                                | 200040459 | 1er janvier 2014 | 27                         | 68 546 (2021)                 | 381,20           | 180                | Montélimar                         | Julien Cornillet     |
| Communauté de communes                                     | CC Porte de Dromardèche                                 | 200040491 | 1er janvier 2014 | 34                         | 47 811 (2021)                 | 420,80           | 114                | Saint-Vallier                      | Pierre Jouvet        |
| Communauté de communes                                     | CC Drôme Sud Provence                                   | 200042901 | 1er janvier 2014 | 14                         | 43 002 (2021)                 | 289,20           | 149                | Pierrelatte                        | Alain Gallu          |
| Communauté de communes                                     | CC du Val de Drôme                                      | 242600252 | 25 juin 1987     | 29                         | 30 900 (2021)                 | 588,50           | 53                 | Eurre                              | Jean Serret          |
| Communauté de communes                                     | CC des Baronnies en Drôme Provençale                    | 200068229 | 1er janvier 2017 | 67                         | 20 852 (2021)                 | 1 082,90         | 19                 | Nyons                              | Thierry Dayre        |
| Communauté de communes                                     | CC du Crestois et du pays de Saillans - Cœur de Drôme   | 200040509 | 1er janvier 2014 | 15                         | 16 102 (2021)                 | 234,20           | 69                 | Aouste-sur-Sye                     | Gilles Magnon        |
| Communauté de communes                                     | CC du Diois                                             | 242600534 | 2 décembre 1994  | 50                         | 11 956 (2021)                 | 1 224,50         | 10                 | Die                                | Alain Matheron       |
| Communauté de communes                                     | CC du Royans-Vercors                                    | 200067767 | 1er janvier 2017 | 18                         | 9 616 (2021)                  | 476,70           | 20                 | Saint-Jean-en-Royans               | Pierre-Louis Fillet  |
| Communauté de communes                                     | CC Dieulefit-Bourdeaux                                  | 242600492 | 28 décembre 1992 | 21                         | 9 584 (2021)                  | 370,20           | 26                 | Dieulefit                          | Jean-Marc Audergon   |
| Intercommunalités dont le siège est situé hors département |                                                         |           |                  |                            |                               |                  |                    |                                    |                      |
| Communauté d'agglomération                                 | CA Hermitage-Tournonais-Herbasse-Pays de Saint Félicien | 200073096 | 1er janvier 2017 | 41 (dont 20 dans la Drôme) | 58 810 (2021)                 | 498,0            | 118                | Mauves (Ardèche)                   | Frédéric Sausset     |
| Communauté de communes                                     | CC du Sisteronais-Buëch                                 | 200068765 | 1er janvier 2017 | 60 (dont 3 dans la Drôme)  | 25 315 (2021)                 | 1 488,30         | 17                 | Sisteron (Alpes-de-Haute-Provence) | Daniel Spagnou       |
| Communauté de communes                                     | CC Enclave des Papes-Pays de Grignan                    | 200040681 | 1er janvier 2014 | 19 (dont 15 dans la Drôme) | 22 728 (2021)                 | 366,70           | 62                 | Valréas (Vaucluse)                 | Patrick Adrien       |
| Communauté de communes                                     | CC Vaison Ventoux                                       | 248400335 | 1er janvier 2003 | 19 (dont 1 dans la Drôme)  | 16 704 (2021)                 | 273,80           | 61                 | Vaison-la-Romaine (Vaucluse)       | Jean-Pierre Larguier |
| Communauté de communes                                     | CC Ventoux Sud                                          | 200035723 | 1er janvier 2013 | 11 (dont 1 dans la Drôme)  | 9 556 (2021)                  | 400,80           | 24                 | Sault (Vaucluse)                   | Max Raspail          |
| Communauté de communes                                     | CC Jabron-Lure-Vançon-Durance                           | 200071033 | 1er janvier 2017 | 14 (dont 1 dans la Drôme)  | 5 328 (2021)                  | 305,40           | 17                 | Salignac (Alpes-de-Haute-Provence) | René Avinens         |

## Historique

### Évolutions au1erjanvier 2017
La Drôme passe de 15 à 10 EPCI à fiscalité propre ayant leur siège dans le département, en application du schéma départemental de coopération intercommunale arrêté le 25 mars 2016 :
- Création de la communauté de communes des Baronnies en Drôme Provençale issue de la fusion de la communauté de communes du Val d'Eygues, de la communauté de communes du Pays de Rémuzat, de la communauté de communes du Pays du Buis-les-Baronnies et de la communauté de communes des Hautes Baronnies[18].
- Création de la communauté d'agglomération Valence Romans Agglo issue de la fusion de la communauté d'agglomération Valence-Romans Sud Rhône-Alpes et de la Communauté de communes de la Raye[18].
- Création de la communauté de communes du Royans-Vercors issue de la fusion de la communauté de communes Le Pays du Royans et de la communauté de communes du Vercors[18].
- Création de la communauté d'agglomération Hermitage-Tournonais-Herbasse-Pays de Saint Félicien, dont le siège est situé dans l'Ardèche, par fusion de la communauté de communes du Pays de Saint-Félicien, de la communauté de communes du Pays de l'Herbasse et de la communauté de communes Hermitage-Tournonais.
- Création de la communauté de communes Jabron Lure Vançon Durance, dont le siège est situé dans les Alpes-de-Haute-Provence, par fusion de la communauté de communes Lure-Vançon-Durance et de la communauté de communes de la Vallée du Jabron.
- Création de la communauté de communes Sisteronais-Buëch, dont le siège est situé dans les Alpes-de-Haute-Provence, par fusion de la communauté de communes du Sisteronais, de la communauté de communes de La Motte-du-Caire - Turriers, de la communauté de communes du canton de Ribiers Val de Méouge, de la communauté de communes du Laragnais, de la communauté de communes interdépartementale des Baronnies, de la communauté de communes du Serrois et de la communauté de communes de la Vallée de l'Oule.

### Évolutions antérieures
Les communautés d'agglomération Valence Agglo – Sud Rhône-Alpes et du pays de Romans ont fusionné avec les communautés de communes du canton de Bourg-de-Péage, la partie drômoise de la CC des Confluences Drôme Ardèche, en incluant la commune isolée d'Ourches pour former la communauté d'agglomération Valence-Romans Sud Rhône-Alpes.
Celle de Montélimar-Sésame a fusionné avec la communauté de communes du Pays de Marsanne, en incluant la commune isolée de Manas, pour former Montélimar-Agglomération.
Au niveau des communautés de communes :
- les CC de La Galaure, Les Deux Rives de la région de Saint-Vallier, Les Quatre Collines et Rhône-Valloire ont formé Porte de DrômArdèche ;
- la CC du Pays de l'Hermitage a fusionné avec la CC ardéchoise du Tournonais pour former la CC Hermitage-Tournonais, renommée officiellement « Hermitage-Tournonais Communauté de Communes » en 2014 ;
- les CC du Crestois et du Pays de Saillans plus la commune isolée de Crest ont formé la CC du Crestois et du pays de Saillans ;
- la CC du Pays de Grignan a fusionné avec la CC vauclusienne de l'Enclave des Papes, plus l'intégration de la commune isolée de Grignan pour former la CC Enclave des Papes-Pays de Grignan.

### Sources
- Site sur la population et les limites administratives de la France
- Base nationale sur l'intercommunalité